# Atilla Koç
Atilla Koç né 1er mars 1946 à Aydın, est un haut fonctionnaire et un homme politique turc.
Diplômé de la faculté des sciences politiques de l'université d'Ankara en 1969. Conseiller du ministre de l'intérieur Oğuzhan Asiltürk. Il travaille comme directeur de police de Konya, il est sous-préfet dans plusieurs sous-préfectures et préfet de Siirt (1988-1992) et Giresun (1992-1994), sous-secrétaire d'État (le plus haut-fonctionnaire de Turquie) de première ministre (1997) et secrétaire général de la mairie d'Ankara (1999-2002), membre du Parti de la justice et du développement, député d'Aydın (2002-2011), ministre de la Culture et du Tourisme (2005-2007). Il est membre du conseil d'administration de Turkcell (2013-2020).
Il est marié et a trois enfants, dont Zehra Zümrüt Selçuk qui est ancienne ministre du Travail et de la Famille et Ali Taha Koç qui est directeur général de Turkcell.